# 마주앙

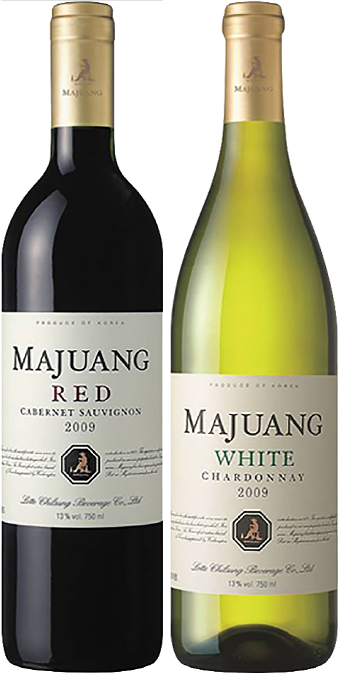
마주앙 레드와 화이트

마주앙(Majuang)은 1977년 5월 경에 출시된 대한민국 두번째의 와인이다.(최초는 1974년 해태주조의 노블와인)

## 역사
1977년 5월, 동양맥주(東洋麥酒)(현 OB맥주)는 국산 2호 와인인 마주앙을 선보였다. 당시에는 국세청에서 술이름에 외래어 표기를 일절 사용하지 못하도록 하여 '마주앉아 즐긴다'라는 뜻으로 마주앙이란 이름을 지었다고 한다.

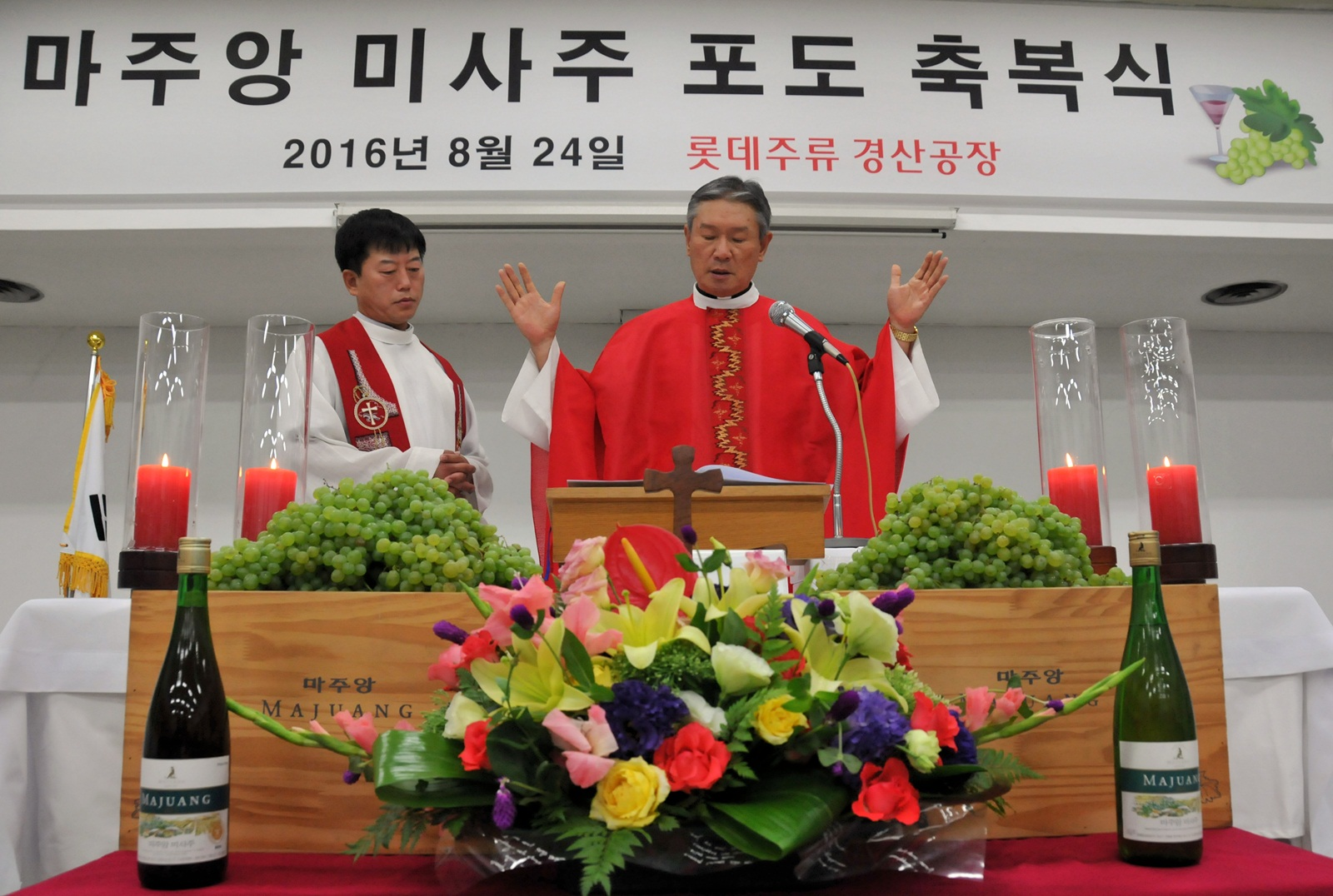
마주앙 축복식을 집전하고 있는 천주교 대구대교구 최창덕 신부(오른쪽)와 문봉한 신부.

'마주앙 스페셜 화이트'와 '마주앙 레드' 두 종류의 초기 마주앙이 출시되었으며 마주앙 스페셜 화이트는 판과 동시에 로마 교황청의 승인을 받아 한국 천주교 미사주로 봉헌되었고 지금까지 미사주로 쓰이고 있다. 매년 8월 롯데주류는 미사주의 원료가 될 올해의 포도 수확을 감사하고 미사주로 봉헌되기 전 와인이 잘 빚어지기를 비는 미사 행사를 열고 있는데 1996년 두산백화를 거쳐 현재 롯데칠성음료 주류부문에서 생산 중이다. 2016년에는 8월 24일에 경북 경산시에 위치한 롯데주류 경산공장에서 '마주앙 미사주 포도 축복식'이 열렸다.
마주앙은 높은 인기를 끌며 출시 약 4개월만에 35만병을 팔며 판매 호조를 보였다.
1978년 워싱턴 포스트지는 마주앙을 ‘신비의 와인’으로 소개하였다.
1985년에는 독일 가이젠하임 대학의 와인 학술 세미나에서 마주앙이 ‘동양의 신비’라며 극찬을 받았다.
1988년 마주앙은 경북 경산에 공장을 늘려 마주앙 브랜드를 다양화 시켜나갔다.

## 종류

### 마주앙의 종류
- 마주앙 레드 (Majuang red) 알코올 13.0%, 용량 750ml, 와인 종류 Red, 탄산 Still, 당도 Dry, 포도 품종 카버네 소비뇽, 원산지 한국 경산, 제조사 마주앙

- 마주앙 화이트 (Majuang white) 알코올 13.0%, 용량 750ml, 와인 종류 White, 탄산 Still, 당도 Dry, 포도 품종 샤도네이, 원산지 한국 경산, 제조사 마주앙
- 마주앙 모젤 (Majuang mosel) 알코올 8.5%, 용량 750ml, 와인 종류 White, 탄산 Still, 당도 Sweet, 포도 품종 기타, 원산지 독일 모젤, 제조사 모젤란드
- 마주앙 라인 (Majuang Rheinhessen) 알코올 9.5%, 용량 750ml, 와인 종류 White, 탄산 Still, 당도 Sweet, 포도 품종 기타, 원산지 독일 모젤, 제조사 모젤란드
- 마주앙 카버네소비뇽 (Majuang cabernet sauvignon) 알코올 12.5%, 용량 750ml, 와인 종류 Red, 탄산 Still, 당도 Dry, 포도 품종 카버네 소비뇽, 원산지 미국 캘리포니아 로다이, 제조사 Ironstone